# Ґалерія Фундана
Ґалері́я Фунда́на (лат. Galeria Fundana; 30 — після 69 року) — дружина римського імператора Вітеллія.

## Життєпис
Походила з роду вершницького роду Ґалеріїв. Донька Ґалерія, претора (рік не відомий). Була другою дружиною Авла Вітеллія з 60 року. Після того, як Вітеллія у 68 році було призначено намісником до Нижньої Германії, Ґалерія залишилася у Римі.
Вирушаючи на війну з Вітеллієм у 69 році Отон вжив заходів для захисту Галереї та забезпечення її безпеки. Після перемоги Вітеллія Ґалерія клопотала за свого родича Публія Ґалерія Трахала, що входив до оточення Отона, й врятувала його від страти.
Ґалерія прославилася своєю скромністю й не була причетна до жодного зі злочинів свого чоловіка. Була присутня при зреченні Вітеллія від влади у 69 році. Після вбивства чоловіка та сина за наказом прихильників Веспасіана, все ж таки залишалася мешкати у Римі.

## Родина
Чоловік — Авл Вітеллій, імператор 69 року. Подружжя мало двох дітей:
- Вітеллій Германік
- Галерія Вітеллія